# Dương Ngọc Thái
Dương Ngọc Thái (sinh ngày 26 tháng 6 năm 1979 tại Thành phố Hồ Chí Minh, quê gốc tại Quảng Ngãi) được biết là một nam ca sĩ người Việt Nam, chuyên hát về dòng nhạc trữ tình dân ca.

## Cuộc đời và sự nghiệp
Năm 1998, Dương Ngọc Thái thi đậu vào trường Cao đẳng văn hóa nghệ thuật Thành phố Hồ Chí Minh khoa thanh nhạc khóa 4. Trong 3 năm học ở trường, Ngọc Thái luôn giữ vững danh hiệu sinh viên xuất sắc và tốt nghiệp với cùng danh hiệu đó.
Ra trường, với thành tích học tập nổi trội và được các thầy cô giáo tiến cử. Năm 2001, Dương Ngọc Thái được Sở Văn hóa Thông tin Thành phố Hồ Chí Minh chọn đi lưu diễn ở Nhật Bản trong chương trình "Osaka in the World" cùng với các ca sĩ đàn anh đàn chị.
| “                 | Sau khi tốt nghiệp THPT thì Thái thi vào trường âm nhạc. Năm 2001, Thái tốt nghiệp loại ưu và được Sở VHTT TP Hồ Chí Minh chọn đi biểu diễn ở Nhật 1 tháng và khi trở về thì Thái ra album đầu tiên. | ” |
| — Dương Ngọc Thái | |   |

Sau một tháng ở Nhật trở về với sự ủng hộ nhiệt thành của kiều bào xa quê, cái tên Dương Ngọc Thái dù còn rất mới nhưng đã trở thành một lựa chọn hàng đầu của những người yêu mến dòng nhạc quê hương. Hãng đĩa Vafaco khi ấy đã làm hẳn một album nhạc Quê hương chọn lọc chủ đề "Đất khách quê người" với 3 giọng ca được "chọn mặt gửi vàng" là Hương Lan, Vân Khánh và Dương Ngọc Thái.
Niềm vui của cậu sinh viên vừa tốt nghiệp như nhân lên khi bỗng nhiên được đứng chung với các ca sĩ đàn chị, cùng với sự động viên của thầy cô, bè bạn, và niềm đam mê dân ca từ nhỏ, Ngọc Thái quyết định sẽ gắn bó tên tuổi của mình với dòng nhạc quê hương.
| “                 | Hoàn toàn hình dung được, nhưng đã đam mê thì chấp nhận. Nếu đi theo dòng nhạc nhẹ, có thể thành công sẽ đến với mình nhanh hơn, nhưng đó không phải là dòng nhạc mà mình yêu thích. Một ngày nào đó, khi nhắc đến cái tên Dương Ngọc Thái, khán giả sẽ nghĩ ngay tới dòng nhạc quê hương". | ” |
| — Dương Ngọc Thái | |   |

Năm 2003, Ngọc Thái phát hành album "Hương sắc miền nam"  và đến năm 2005 thì có album song ca với Hương Lan là "Nợ em một khúc dân ca" chiếm được tình cảm của một bộ phận công chúng yêu thích dòng nhạc trữ tình dân ca. Sau nhiều năm hoạt động âm nhạc, Dương Ngọc Thái đã tạo dựng cho mình một chỗ đứng vững chắc trong làng âm nhạc Việt.
Năm 2012, Dương Ngọc Thái kết hôn với nữ ca sĩ Triệu Ái Vy. Sau khi kết hôn, Ái Vy tạm dừng sự nghiệp ca hát và lui về chăm sóc gia đình. Đến nay, cặp đôi này đã có 1 cô con gái 3 tuổi tên là Susu. Ngoài ra, họ còn nhận nuôi một người con trai.
Trong năm 2016, Dương Ngọc Thái tham gia chương trình "Hãy nghe tôi hát", trong đêm chung kết nam ca sĩ này đã trình bày tiết mục của mình là ca khúc "Không nhà". Phần thi của Dương Ngọc Thái đã khiến khán giả trường quay lẫn khán giả truyền hình phải rơi nước mắt vì xót thương cho số phận cơ nhỡ của những người có hoàn cảnh bất hạnh trong cuộc sống. Sau hai phần thi, Dương Ngọc Thái đã đạt được số điểm rất cao 99.7, đã trở thành quán quân của chương trình, và nhận được giải thưởng 200 triệu đồng của chương trình.
Ngày 26 tháng 6 Dương Ngọc Thái đã tổ chức một buổi giao lưu với người hâm mộ tại Tp. Hồ Chí Minh. Đây cũng chính là lần đầu tiên Dương Ngọc Thái tổ chức một buổi họp fan sau 10 năm anh chính thức bước chân vào nghề. Xuất hiện trong buổi giao lưu có bà xã của Dương Ngọc Thái là nữ ca sĩ Triệu Ái Vy, cô đã kết hình trái tim từ 99 bông hoa hồng để dành tặng cho chồng của mình. Trong buổi giao lưu, Dương Ngọc Thái và vợ không ngần ngại trao cho nhau những nụ hôn ngọt ngào. Xuất hiện trong buổi giao lưu này còn có con trai nuôi của vợ chồng Dương Ngọc Thái.

## Album đã phát hành
Hương sắc miền nam - 2003
Nợ em một khúc dân ca - 2005
Đưa Đò
Thương Con Cá Rô Đồng
Thà Chưa Từng Quen
Hương Sắc Miền Nam
Dì Ghẻ Con Chồng
Xa Em Gái Quê (2011)
Một Thoáng Quê Hương
Chẳng Lẻ Anh Không Đáng là Người Em Yêu...
Hờn Trách Con Đò

## LiveShow

### Liveshow Một Thoáng Quê Hương (2007)
Ngày 30/10/2007, Liveshow "Một thoáng quê hương" của ca sĩ Dương Ngọc Thái sẽ diễn ra tại sân khấu ca nhạc Trống Đồng, Thành phố Hồ Chí Minh. Sau 7 năm đến với nghề ca hát, Ngọc Thái muốn thực hiện một chương trình mang đậm chất nhạc của dân ca quê hương mà anh đã gắn bó. Cùng tham gia chương trình sẽ là những người bạn, những ca sĩ: Giao Linh, Lâm Vũ, Lâm Chấn Huy, Vĩnh Thuyên Kim...và danh hài Hoài Linh.

### Liveshow Một Thoáng Quê Hương 2 (2009)
Sau hơn 2 năm lao động nghệ thuật một cách thực sự nghiêm túc, Dương Ngọc Thái đã trở lại với khán giả yêu nhạc với liveshow “Một thoáng quê hương 2” diễn ra vào 31/10/2009 tại Trung tâm ca nhạc Lan Anh, Thành phố Hồ Chí Minh.
Động lực đầu tiên để Dương Ngọc Thái tiếp tục thực hiện liveshow là do sự thành công rực rỡ của liveshow đầu tiên. DVD liveshow đầu tiên sau khi được phát hành đã phát hành được hơn 10.000 bản trong nước và hàng trăm ngàn bản tại thị trường hải ngoại. Hiệu ứng của sự thành công này là trong những chuyến biểu diễn của anh dù là trong nước hay hải ngoại đều được khán giả yêu cầu hát lại những ca khúc trong liveshow đó. Với động lực đó, Dương Ngọc Thái đã mạnh dạn đầu tư với kinh phí gấp 3 lần liveshow đầu tiên với mong muốn khán giả sẽ không bao giờ thất vọng mà sẽ luôn ủng hộ Dương Ngọc Thái trên con đường nghệ thuật.

### Liveshow Một Thoáng Quê Hương 3 (2011)
Liveshow được chia làm 2 phần:"Tình yêu và tuổi trẻ" và "Tình yêu và quê hương", được tổ chức tại sân khấu nhà hát Hòa Bình (đường 3/2, quận 10, Thành phố Hồ Chí Minh) vào đêm 18/6/2011 với sự tham gia của nhiều ca sĩ như Giao Linh, Ngọc Sơn, Phi Nhung, Cẩm Ly, Uyên Trang, Phạm Thanh Thảo, Hà My, Triệu Ái Vi, Nhật Kim Anh, Saka Trương Tuyền… cùng các danh hài nổi tiếng như Chí Tài, Tấn Beo – Tấn Bo, Hiếu Hiền và đặc biệt là nữ nghệ sĩ cải lương Quế Trân, Thanh Ngân. Chương trình còn có sự góp mặt của các người đẹp, diễn viên Thân Thúy Hà.
| “                 | Trong chương trình Một thoáng quê hương năm ngoái, vì biết Thái muốn thông qua liveshow để quyên góp gây quỹ từ thiện giúp quê mình bị bão lũ nên có nghệ sĩ đã không đòi hỏi catsê khi hát, chỉ lấy một chút gọi là chi phí đi lại khiến Thái cảm thấy vô cùng hạnh phúc. Năm ngoái, với sự hợp lực và giúp sức của mọi người, Thái đã bán đấu giá được quả bóng có chữ ký cầu thủ 35 triệu đồng cộng với 25 triệu bán bức tranh từ thiện và quyên góp của bản thân cùng bạn bè, số tiền 100 triệu đồng đã được chuyển đến những người nghèo tỉnh Quảng Ngãi quê mình. Khi làm những việc này, Thái chỉ tâm niệm một điều, quê mình còn rất nhiều người nghèo khó và thiên tai đôi lúc làm cho cuộc sống của họ vất vả thêm. Chia sẻ khó khăn với đồng bào nghèo gặp hoạn nạn là điều mà trong mỗi con người chúng ta tồn tại nơi suy nghĩ. Thái chỉ làm những gì mà mình cảm thấy có thể | ” |
| — Dương Ngọc Thái | |   |

Liveshow Một Thoáng Quê Hương 4 (2014)
Tiếp nối chuỗi thành công của 3 liveshow trước đây, ca sĩ Dương Ngọc Thái đã phối hợp với TTBN Rạng Đông và Đồng Dao Production tổ chức liveshow "Một thoáng quê hương 4" vào 10/4/2014, tại sân khấu Trống Đồng, Thành phố Hồ Chí Minh.
Tuy lần này được tổ chức tại sân khấu Trống Đồng nhưng Liveshow Dương Ngọc Thái - "Một thoáng quê hương 4" vẫn được chăm chút và đầu tư kỹ lưỡng từ khâu chọn bài hát, khách mời đến các khâu thiết kế sân khấu, kỷ xảo và âm thanh ánh sáng...
Đây cũng là dịp để ca sĩ Dương Ngọc Thái giới thiệu những sản phẩm mới nhất của mình, đồng thời để gặp gỡ, giao lưu với các fan và khán giả một điệu cũng như là dịp để hội ngộ với những ca sĩ đàn chị, đàn anh và các đồng nghiệp thân thương để mang đến cho khán giả một đêm nhạc hoành tráng, ấn tượng. Chính về thế mà Dương Ngọc Thái và êkíp của mình đã chuẩn bị rất kỹ để không phụ lòng những khán giả yêu mến dòng nhạc quê hương của anh, và đó cũng là để khẳng định lời hứa mỗi năm sẽ tổ chức liveshow 1 lần để đáp ứng yêu cầu và cũng là để tri ân những khán giả gần xa đã ủng hộ Dương Ngọc Thái trong suốt thời gian qua.
Khách mời tham gia liveshow lần này của Dương Ngọc Thái có những gương mặt quen thuộc đã từng tham gia các liveshow trước của anh và có thêm những gương mặt mới cũng đang được khán giả yêu thích.
Liveshow Một Thoáng Quê Hương 5 (2015)
Tiếp nối được sự thành công của chuỗi Liveshow “Một Thoáng Quê Hương”, thì nam ca sĩ có một chất giọng ngọt ngào đầy sâu lắng Dương Ngọc Thái lại tiếp tục mở đầu cho những dự án âm nhạc của riêng mình cùng với Liveshow “Dương Ngọc Thái - Một Thoáng Quê Hương 5” đã diễn ra vào ngày 18/4/2015 tại Nhà hát Hòa Bình lại hoành tráng nhất, và được đầu tư lớn nhất từ trước cho đến nay.
Trong liveshow 5 lần này, rất nhiều bài hát đã được Dương Ngọc Thái độc quyền cùng với sự hòa âm phối khí mới lạ. Có rất nhiều ca sĩ khách mời lần đầu tiên tham gia vào Liveshow cùng với Dương Ngọc Thái như là Lệ Quyên, Hoài Lâm đều là những ca sĩ có một chất giọng trữ tình đặc biệt, và chắc chắn sẽ mang đến cho các khán giả những tiết mục độc đáo.
Hai điểm đặc biệt ở trong mảng hài kịch của Liveshow đó là tiết mục do chính danh hài Trường Giang đã biên tập, đạo diễn sẽ dựa theo ca khúc của nhạc sĩ Sơn Hạ đã viết dành riêng cho Dương Ngọc Thái và đặc biệt là ca sĩ nhí Phương Mỹ Chi sẽ tham gia cùng với vai trò là một diễn viên hài kịch.
Liveshow Một Thoáng Quê Hương 6 (2017)
"Một thoáng quê hương” là chuỗi liveshow khá thành công của ca sĩ Dương Ngọc Thái được tổ chức 5 lần tại TPHCM. Ngày 11/11/2017, giọng ca vàng của dòng nhạc Bolero tiếp tục đưa "Một thoáng quê hương” với chủ đề "Gọi đò” tới khán giả Thủ đô. Với liveshow đặc biệt tại Hà Nội này, nam ca sĩ hứa hẹn sẽ có nhiều tiết mục đặc sắc, trong đó không thể thiếu hàng loạt "hit” cũ nhưng được hòa âm phối khí hoàn toàn mới như "Gọi đò”, "Say”, "Xót xa”... Ngoài ra, một số ca khúc khác được sắp xếp thành câu chuyện có nội dung gồm liên khúc "Tủi phận”, "Éo le cuộc tình” hay liên khúc "Nhớ người yêu”, "Không nhớ người yêu”, "Lại nhớ người yêu”...